# Sværdordenen
Svärdsordenen er en svensk kongelig orden, oprettet 23. februar 1748 af Frederik 1. af Sverige, som en udmærkelse for officerer i krigsmakten. Svärdsordenen har været hvilende siden 1975.
Til ordenen hører Svärdstecknet, der er en medalje, som uddeles til underofficerer, samt Svärdsmedaljen, der uddeles til befalingsmænd.
Det svenske ordensvæsen opstod den 23. februar 1748, da kong Frederik 1. indstiftede Serafimerordenen, Svärdsordenen og Nordstjerneordenen.
Ordenstegnet er udformet som et kronet malteserkors i hvid emalje. Mellem korsets arme findes åbne kroner og i midten en blå medaljon med tre kroner og en sværd i gul.